# Ruy de Araújo Caldas
Ruy de Araújo Caldas (Paracatu, 26 de março de 1940) é um pioneiro agrônomo brasileiro.
Comendador da Ordem Nacional do Mérito Científico, foi professor da Escola Superior de Agricultura Luiz de Queiroz e atualmente é professor visitante da Universidade Federal do Mato Grosso do Sul.

## Biografia

### Primeiros anos
Ruy nasceu em 1940 em uma fazenda da região de Canto, no município de Paracatu, em Minas Gerais. É filho de Benedita de Melo Caldas e Jorge de Araújo Caldas. A família vivia em uma casa de pau a pique próxima a um rio, infestada de barbeiros, cercada de mata fechada e longe da cidade. A única forma de chegar a uma área urbana era a cavalo, que a família utilizava para comprar artigos como remédios, tabaco, café e sal. Outros artigos necessários para a manutenção da fazenda eram trazidos da cidade por um carro de boi e levava até três dias para chegar.
Sua mãe, Benedita, estudou até o quarto ano do ensino fundamental, o que lhe deu direito de ser professora rural. Ela era a responsável por reduzir o analfabetismo da região, tendo sido a professora de seu futuro marido. Seu pai, Jorge, chegou apenas ao segundo ano do fundamental, tendo aprendido a assinar seu nome e a fazer adição e subtração. Jorge era trabalhador rural, ganhando o sustento da família em fazendas de gado e transportando mercadorias em carros de boi. Com a saúde fragilizada pela Doença de Chagas, Jorge enfrentou dificuldades para criar os filhos. As crianças, desde cedo, tiveram que trabalhar na fazenda para ajudar a pagar as contas. Ruy começou a trabalhar com carro de boi aos 7 anos, transportando cana para o engenho da fazenda.
A escola rural da região ficava a cerca de 6 quilômetros de sua casa e era preciso atravessar um rio a nado e andar descalços até a cabana coberta de folhas de palmeira e de chão batido. Essa escola fornecia apenas os três primeiros anos do fundamental, sendo necessário ir até a cidade para cursar o quarto ano e assim receber o certificado. A família de Ruy não tinha condições de pagar por seu transporte diário até a cidade, mas seu tio, um sapateiro, o hospedou em sua casa para que cursasse o quarto e quinto anos do fundamental. Foi seu tio quem lhe fez seu primeiro par de sapatos, já que era uma exigência da escola. Mas o período na cidade não foi fácil para Ruy, que era gago e sofria preconceito por parte das outras crianças.
Na época, para ingressar no ensino médio, os estudantes precisavam fazer um exame de admissão, o que acabava beneficiando apenas os adolescentes que moravam na cidade e tinham condições melhores do que as crianças das áreas rurais. Ruy tinha desistido de cursar o ensino médio, mas um de seus tios foi convocado para lutar na Segunda Guerra Mundial e sempre reiterava sobre a importância da educação. Ele forçou o sobrinho a fazer o exame de admissão, o que não agradou a Ruy, que gostava da vida livre da fazenda. Foi uma professora que o fez tomar gosto pelos estudos e Ruy passou no exame de admissão, cursando os primeiros anos do ensino médio em Paracatu.
Ruy foi criado, basicamente, por seus avós até 1952, pois seus pais trabalhavam em uma fazenda de gado em Barretos, no interior de São Paulo. Assim, Ruy se mudou para Barretos, indo morar e trabalhar com os pais na Fazenda Nova Índia, onde não havia energia elétrica e Ruy era obrigado a estudar à noite, sob luz de uma lamparina à querosene ou a óleo de mamona. Junto do pai, tinha que acordar às 4 da manhã para ordenhar as vacas e entregar o leite na carroça. O esforço físico era cansativo e Ruy ainda sofria com a gagueira, o que o impedia de fazer provas orais.
Um professor, vendo sua dificuldade em responder perguntas, fez uma palestra sobre Demóstenes, preeminente orador e político grego de Atenas que também era gago e superou a dificuldade de falar. Isso motivou Ruy a repetir os feitos do orador nas horas livres na fazenda e depois, aos domingos, no último ano do ginásio, a frequentar um grupo de teatro para ampliar sua capacidade de falar.
A saúde de seu pai começou a declinar devido à Doença de Chagas e a família decidiu retornar a Paracatu, em 1956, onde poderia contar com o apoio do restante da família. Em Paracatu não havia o curso científico, que hoje corresponderiam aos anos finais do ensino médio. A única opção era se mudar para cidades maiores, como a capital, Belo Horizonte. Em 1957, a fim de ajudar no sustento da família, ele alugou dois hectares de terra para a produção de hortaliças, enquanto à noite trabalhava como garçom no Jockey Clube Paracatuense.

### Agronomia
Seu trabalho como garçom o levou a conhecer o engenheiro agrônomo Tarso Santiago Botelho, formado pela Escola Superior de Agricultura de Viçosa (ESAV), localizada na cidade de Viçosa, em Minas Gerais (hoje parte da Universidade Federal de Viçosa). Tarso lhe orientou a se inscrever para o vestibular do agrotécnico, equivalente hoje ao ensino médio. Na época, Ruy trabalhava em uma fazenda, puxando um arado puxado por bois, o que lhe rendia mais dinheiro do que no Jockey Clube. Viajando por estradas de terra, ele viajou até Viçosa em janeiro de 1958, para prestar os exames de vestibular e foi aprovado.
A Escola Superior de Agricultura de Viçosa era dirigida por dois professores e pesquisadores norte-americanos, que fundamentaram a instituição nos princípios de ensino, pesquisa e extensão. Ela fornecia comida e alojamento gratuitos aos estudantes, mas também exigia alto desempenho além de boa convivência com a comunidade e compromissos éticos. Ruy penou para aprender matemática, mas assim que se tornou proficiente passou a ajudar os colegas. Foi monitor voluntário nos anos seguintes e terminou o ensino agrotécnico com a medalha de honra ao mérito oferecido pela sociedade viçosense. Em fevereiro de 1961, ele foi aprovado em primeiro lugar para o vestibular em agronomia, com a nota mais alta desde que a escola tinha sido fundada, em 1928. Ele foi o primeiro aluno pobre de Paracatu a conseguir cursar a universidade.
Na universidade foi vice-presidente do Diretório Acadêmico, em 1961 e presidente no ano seguinte. Foi líder estudantil, tendo participado de movimentos anticomunistas e por isso Ruy chegou a temer que não lhe seria concedido o diploma de engenheiro agrônomo. A universidade contratou 32 de seus ex-colegas de curso para serem professores, mas Ruy ficou de fora da contratação.
Sem emprego na universidade, Ruy para o Colégio de Viçosa, onde se tornou professor de química, lecionando também no Agrotécnico, em Viçosa. Redigiu os manuais de Química Geral, Química Orgânica e Físico-Química para o ensino médio do colégio devido à bibliografia consultada em seu curso de agronomia. Nessa época, foi também monitor de matemática durante as férias no agrotécnico a convite do diretor.
No começo da década de 1960, Ruy estagiou no Instituto Agronômico de Campinas, na área de química de solos, onde foi convidado pelo virologista Álvaro Santos Costa, para trabalhar em bioquímica de vírus. Em agosto de 1965, foi convidado pelo professor Eurípedes Malavolta, Diretor da Escola Superior de Agricultura Luiz de Queiroz, para trabalhar como professor de bioquímica. Malavolta conheceu seu antigo professor de genética em Viçosa, Carlos Socias Schlottfeldt, que o recomendou. Ruy então começou a dar aulas práticas para os alunos do curso de agronomia que, em geral, não gostavam da disciplina de bioquímica.
Ao mesmo tempo, ingressou no mestrado em Nutrição Mineral de Vegetais, em março de 1966. Duas semanas depois da defesa, Ruy voou para Columbus, onde ingressou no doutorado em bioquímica vegetal, na Universidade Estadual de Ohio. Seu orientador, Donald Kerr Dougall, o inseriu na pesquisa sobre o metabolismo de aminoácidos em um modelo de cultura de tecidos vegetal. No mesmo laboratório, Ruy conheceu Linda Hancock Styer, com quem começou a trabalhar nos problemas da estrutura das proteínas usando as equações de Ramachadram. Eles logo começaram a namorar e se casaram em Columbus, em 1970. Eles tiveram três filhos, Cristina, Juliana e Pedro.

### De volta ao Brasil
Ruy e Linda retornaram ao Brasil em 1971. Linda passou a integrar o grupo de pesquisa interessado na diferenciação de células vegetais no modelo de cenoura selvagem. Linda defendeu seu doutorado no ano seguinte. Na Esalq, Ruy e Linda se instalaram nos laboratórios do Centro de Energia Nuclear na Agricultura, onde Ruy começou seus experimentos com caracterização enzimática. Foi professor de bioquímica para alunos de graduação e pós-graduação, além de oferecer cursos intensivos de cinética enzimática.
Na recém-criada Universidade Estadual de Campinas, Ruy e Linda foram convidados para fazer parte de uma equipe de professores que integrariam o projeto de consolidação da Universidade de Brasília, na área de ciências da vida. Juntos eles orgaizaram uma disciplina geral em bioquímica básica. Linda fez parte da equipe que montou o primeiro curso de pós-graduação em Ecologia no Brasil nessa época. O CNPq, na época, tinha um programa sobre doenças tropicais e o programa de pós-graduação da universidade decidiu colocar propostas sobre a doença de Chagas na pauta. A equipe precisava de um especialista em bioquímica e Ruy passou a fazer parte da equipe, estudando o metabolismo do Trypanosoma cruzi.
Em 1974, Ruy foi diagnosticado como portador da doença de Chagas, provavelmente adquirida ainda na infância. Ruy então dedicou-se a trabalhar com o T. cruzi, onde pesquisou sobre o barbeiro. Orientou vários trabalhos de mestrado e doutorado na mesma área. Ruy se aposentou da Universidade de Brasília em 1994. Foi professor visitante na Universidade Católica de Brasília (UCB), na Universidade Federal de Viçosa (UFV), na Universidade Federal de Goiás (UFG), na Universidade Católica Dom Bosco (UCDB) e atualmente é professor visitante na Universidade Federal do Mato Grosso do Sul (UFMS), que lhe outorgou o título de Doutor Honoris Causa, em 2018.